# Paule de Rome
Pour les articles homonymes, voir Paule et Sainte-Paule.
Paule ou Paula, née en 347 et morte le 26 janvier 404, est une sainte chrétienne. Née patricienne, elle décide de mener une vie plus ascétique après le décès de son mari sénateur et ceux successifs de quatre de ses enfants. Elle devient une disciple de saint Jérôme et cofondatrice de son ordre. Avec sa fille Eustochium, elle l'a aussi soutenu dans la traduction de plusieurs livres de l'Ancien Testament avant qu'il ne se livre à celle complète de la Bible connue sous le nom de Vulgate.
C'est une sainte chrétienne, fêtée le 26 janvier, considérée comme l'une des Mères du désert.

## Biographie
Son histoire est connue exclusivement par saint Jérôme. Le chapitre que lui consacre Jacques de Voragine dans La Légende dorée est en fait une citation de ce dernier.

### Famille
Née en 347 dans une noble famille romaine, elle est la fille de Rogatus, descendant d'Agamemnon, et de Blaesilla, descendante des Cornelii Scipiones.
Elle contracte un beau mariage avec le sénateur Iulius Toxotius et devient mère de cinq enfants : Blaesilla, Paulina, Eustochium, Rufina, et Toxotius, son unique fils. Blaesilla épouse un fils de Quintilius Laetus, Paulina épouse son cousin Pammachius, et Toxotius épouse Laeta et devint le père de Paula, religieuse à Bethléem en 419.

### Conversion
Devenant veuve à 32 ans, elle se rapproche encore davantage d'une chrétienne de Rome, Marcelle, une amie du pape Damase Ier, qui lui présente Jérôme.
Elle transforme alors sa maison en petit prieuré s'appuyant sur les enseignements de son nouveau maître spirituel, qui la soutient et l’ouvre  aux valeurs chrétiennes. Elle en vient même à en apprendre le grec et l'hébreu, mais en échange elle lui propose de traduire en latin des écrits d'Origène. En 384, sa fille ainée Blésille meurt, et pour l’aider à supporter son affliction, Jérôme l'encourage à suivre l'exemple de Mélanie l'Ancienne qui, après la mort de ses deux enfants s'embarqua pour Jérusalem. À son autre fille Eustochium, il écrit un traité « Sur la virginité à conserver », dans lequel il défend la possibilité de devenir une femme consacrée.

### Pèlerinage en Terre Sainte
Lorsque Jérôme quitte Rome en 385 pour la Terre sainte, Paule décide alors de le rejoindre accompagnée de sa fille Eustochium pour effectuer un pèlerinage. Puis elle décide de découvrir la vie cénobitique en Basse-Égypte, avant de revenir s'installer à Bethléem. Là, elle fonde l'année suivante avec Jérôme un monastère double, dont la communauté des hommes est d'abord dirigée par Jérôme. Paule dirige celui des femmes subdivisé en trois communautés et contribue à l’établissement d’un hospice gratuit pour les pèlerins. Plus tard, sa fille Eustochium prendra sa suite à la tête des moniales. Toutes deux ont joué un rôle notable dans l'œuvre exégétique de Jérôme tout en acceptant ses directives. Et tous les trois ont été impliqués dans les événements de leur époque, comme la controverse concernant l'origénisme qui a influencé leurs relations avec Jean II, évêque de Jérusalem.
Selon la tradition, son tombeau aurait été creusé dans la grotte de la Nativité. Au début du IXe siècle, l'archevêque Magnus aurait reçu de la libéralité de Charlemagne la translation des reliques de la sainte dans la cathédrale Saint-Étienne de Sens.

## Ordre et monastères
L’ordre de Saint-Jérôme prend son essor à partir du XIVe siècle en Espagne pour se développer principalement au Portugal et en Nouvelle-Espagne.
La branche féminine s’organise à partir de Tolède avec un premier groupe, celui des beatas (pieuses) qui se développe et devient le monastère Saint-Paul, San Pablo (de las beatas de San Jerónimo). De nombreux autres vont fleurir dans la péninsule ibérique et quelques-uns dans le monde, notamment à Mexico avec trois couvents d’importance, le dernier fermant en 1867.
Aujourd’hui, il existe une quinzaine de monastères en Espagne dont celui de Sainte-Paule à Séville (es) et un en Inde, le monastère Mater Ecclesiae à Punalur dans le Kerala.

### Source
- Jacques de Voragine, La Légende dorée, Bibliothèque de la Pléiade, Gallimard, 2004, publication sous la direction d'Alain Boureau.